# Pterorhinus lanceolatus

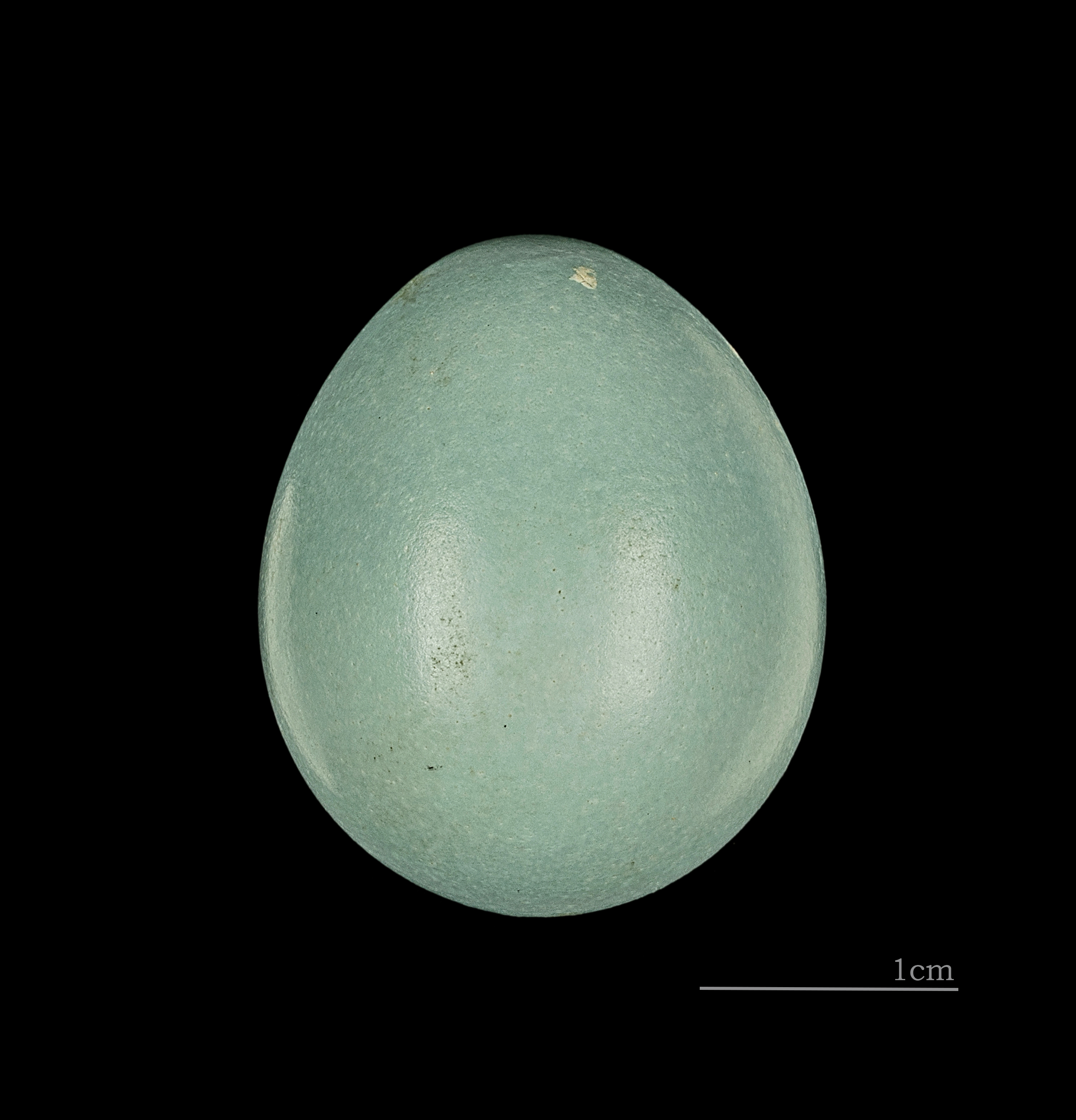
Babax lanceolatus MHNT

Pterorhinus lanceolatus é uma espécie de ave da família Leiothrichidae. Pode ser encontrada nos seguintes países: China, Hong Kong, Índia e Myanmar. Os seus habitats naturais são: florestas subtropicais ou tropicais húmidas de baixa altitude e regiões subtropicais ou tropicais húmidas de alta altitude.